# Тристріл (герб)

Герб Тристріл

Герб Тристріл II

Тристріл - шляхетський герб часів Речі Посполитої, яким користувались шляхетські роди Польщі та України. 

## Опис герба
Герб відомий щонайменше у двох варіантах. 
На зеленому (або на синьому) полі золота корона, пронизана двома стрілами, в клейноді шолом з трьома пір'ям і рукою, що тримає (третю) стрілу.

## Історія
В набуває поширення у Речі Посполитій з початку XVIII ст. 
Від 22 грудня 1791 р. відомий Нобілітаційний Привілей короля Речі Посполитої Станіслава Августа Понятовського, що був виданий підхорунжому литовської артилерії Антонію Декерту та його братові Пилипу, поручнику прусської армії - синам президента міста Старої Варшави Яна Декерта, від першого шлюбу з Розою Марцинковською. 
Під час Великого сейму цей герб отримали також: Францішек Калиновський, намісник національної кавалерії Коронного війська; Францішек Костий (Коста), ротмістер у полку піхоти князя Юзефа Любомирського; Теодор Лукашевич; Ян Рейнбергер, кадет полку булави Великої Корони; Юрій Фридерик Потс, дідич Млоцина та Ломянки.

## Роди
Гербом Тристріл користувались польські та українські шляхетські роди Декерт, Калиновські, Кости (Коста), Лукашевичі, де Потс (de Poths), Рейнбергери, Северини, Тинкевичі.
Тадеуш Гайль подає список наступних родин герба Тристріл (польською): Dekert, Dekiert, Kalinowski, Kamiński, Kosta, Kosty, Lukaszewicz, Łukasiewicz, Łukaszewicz, Poths, Reynberger.